# Landesarbeitsgericht
Das Landesarbeitsgericht ist in Deutschland ein oberes Landesgericht auf dem Gebiet der Arbeitsgerichtsbarkeit. Es ist regelmäßig Berufungs- oder Beschwerde-Gericht im Rechtszug der Arbeitsgerichtsbarkeit zu den erstinstanzlichen Urteilen und Beschlüssen des Arbeitsgerichtes.
Gegen Urteile des Landesarbeitsgerichts ist als Rechtsmittel die Revision oder bei Beschlüssen die Rechtsbeschwerde zum Bundesarbeitsgericht möglich.
Zu Sitz und Bezeichnung der 18 Landesarbeitsgerichte der 16 Länder der Bundesrepublik Deutschland siehe Liste deutscher Gerichte#Arbeitsgerichtsbarkeit.